# Busca e salvamento

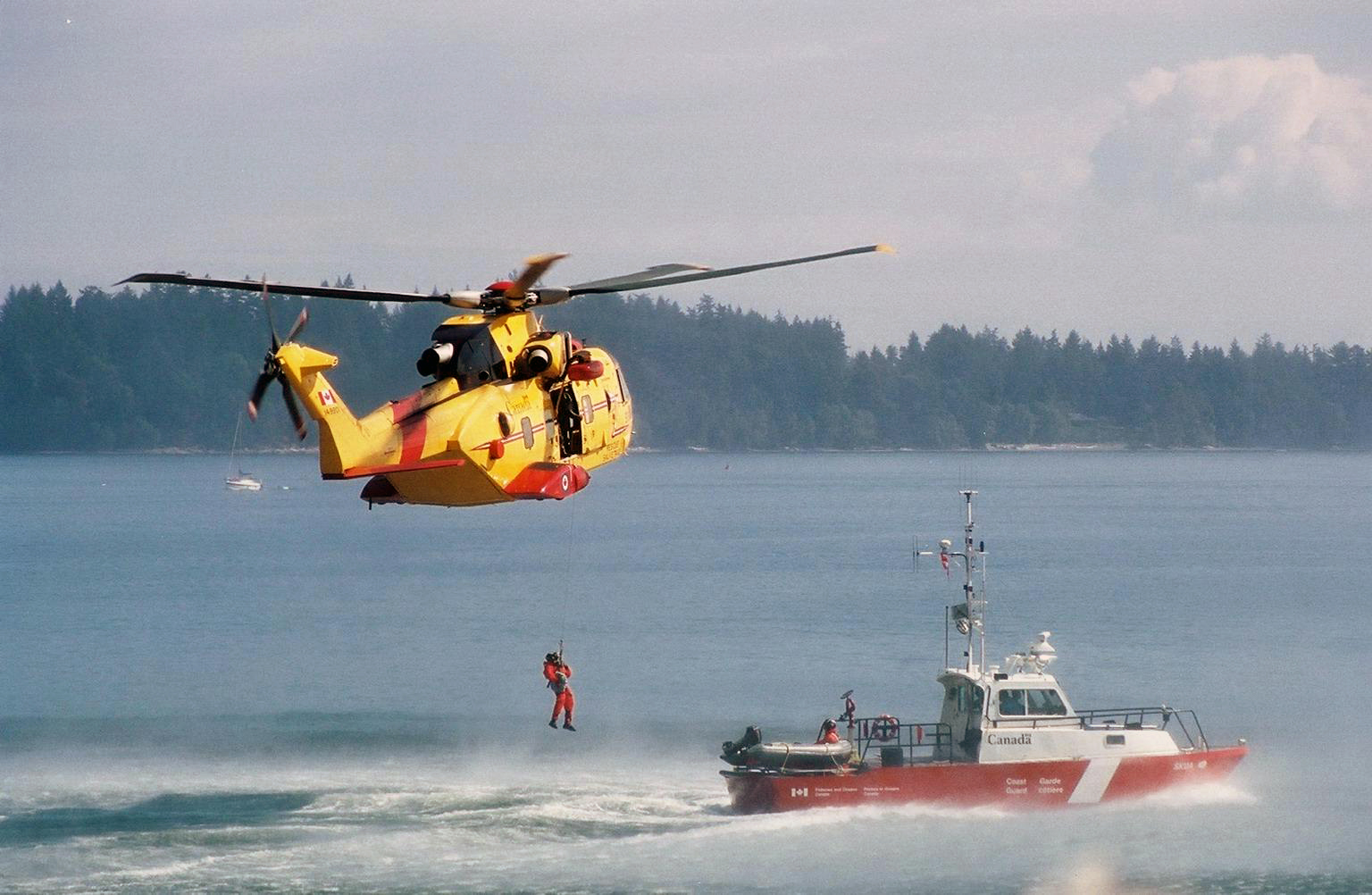
Uma equipe de busca e salvamento da guarda costeira canadense

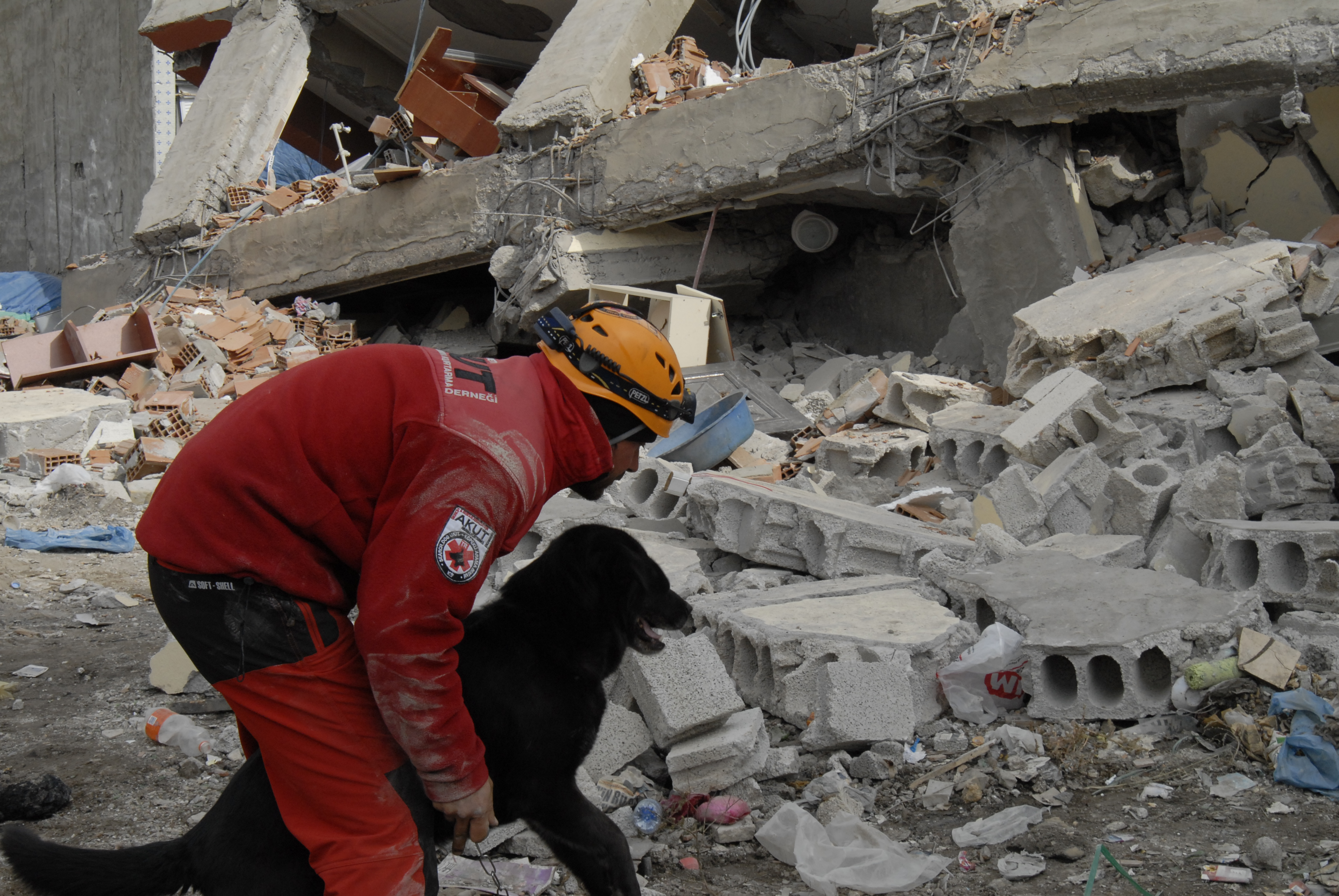
A atividade de busca e salvamento sendo executada em qualquer situação e condição

O termo busca e salvamento (inglês: Search And Rescue) ou simplesmente SAR, define e descreve internacionalmente, todas as organizações e operações voltadas à localizar e salvar pessoas em situação de risco.

## Objetivos
Em termos globais, desenvolver uma estrutura internacional na qual as atividades de busca e salvamento, em terra e no mar, independente da localização, sendo coordenadas por uma ou mais organizações SAR sem levar em conta as fronteiras.
Em termos locais, executar ou contribuir em atividades que empregando recursos públicos ou privados, civis ou militares e usando esforços razoáveis, tenham como objetivo: salvar vidas, evitar ferimentos, minimizar perdas e danos materiais, assegurando a prioridade na segurança marítma e aeronáutica com medidas preventivas executadas por pessoal qualificado em atividades SAR.

## Regulamentação
A base regulatória para a organização de sistemas SAR à nível global, regional e nacional foi documentada por intermédio de uma associação de organizações internacionais (IMO e ICAO) referência: Doc 9731-AN/958 chamado IAMSAR (International Handbook of Research and Aeronautical and Maritime SAR).
Estados participantes da convenção internacional para segurança de vida no mar "Safety of Life at Sea" (SOLAS), a convenção internacional de busca e salvamento e a convenção internacional de aviação civil, se comprometeram com a implementação de serviços coordenados de SAR marítimos e aeronáuticos.
Todos os sistemas SAR devem ser estruturados para executar, de maneira efetiva, as seguintes funções:
- receber notificações de desastres, registrar e retransmitir;
- coordenar a resposta SAR;
- conduzir as operações SAR